# Grandad of Races
Grandad of Races ist ein US-amerikanischer Kurzfilm von André de la Varre aus dem Jahr 1950.

## Handlung
Im Juli und August findet im italienischen Siena das Pferderennen Palio statt. Dabei treten die verschiedenen Pferde im Namen einer Contrade auf einer präparierten ovalen Rennstrecke auf der Piazza del Campo gegeneinander an. Nach Vorrennen beginnt die eigentliche Veranstaltung: Pferde und Reiter werden in der Kirche des jeweiligen Stadtteils gesegnet und es beginnt der feierliche historische Umzug zur Piazza. Dabei präsentieren sich die Contraden in historischen Trachten. Ein zentraler Aspekt der Veranstaltung ist der Auftritt der Fahnenträger, die in eigenen Choreografien zu zweit die Fahnen der Contrade präsentieren. Es folgt die Präsentation der Flagge, die die siegreiche Contrade erhalten wird. Schließlich beginnt das Rennen, bei dem die Pferde grundsätzlich ohne Sattel geritten werden. Aufgrund der unebenen Rennstrecke und der schmalen Kurven kommt es wie in den Vorjahren auch diesmal zu Stürzen. Zudem verirrt sich ein Hund auf die Rennstrecke und muss gerettet werden. Mehrere Pferde erreichen am Ende ohne ihren Reiter das Ziel, doch wird der Sieger von seiner Contrade und den Tausenden Zuschauern frenetisch gefeiert.

## Produktion
Grandad of Races wurde vor Ort in Siena gedreht. Der Film entstand in Technicolor, Erzähler ist Art Gilmore. Grandad of Races erschien als Teil der Warner-Bros.-Reihe The Sports Parade. Der Film erhielt am 2. September 1950 einen Copyright-Eintrag.

## Auszeichnungen
Grandad of Races gewann 1951 einen Oscar in der Kategorie Bester Kurzfilm (One-Reel).